# Добромирове євангеліє
Добромирове євангеліє (лат. Evangelium Dobromiri) — найбільш рання середньоболгарська книжкова пам'ятка, яка ознаменувала перехід від староболгарської до середньоболгарської мови та правопису. Лінгвістичні особливості дають підстави вважати, що рукопис походить з південно-західного регіону болгарської мовної області, тобто з Македонії. Записи на аркушах євангелія свідчать про те, що воно довгий час (щонайменше з XVI століття) знаходилася у Синаї. У 1873 році його виявив архімандрит Антонін (Капустін), який під час своєї подорожі на Синай бачив цей кодекс серед численних рукописних книг бібліотеки монастиря святої Катерини. 1896 або 1897 року рукопис опинився у Відні у вченого Ватрослава Ягича, в якого і придбала пам'ятку Імператорська публічна бібліотека в Москві. Рукопис немає початку, без кількох аркушів усередині. Ще дві частини перебувають в інших сховищах: 23 аркуші — в монастирі святої Катерини на Синаї; 2 аркуші — в Національній бібліотеці в Парижі.

## Дослідження
- Jagić, V. Evangelium Dobromiri: ein altmacedonisches Denkmal der kirchenslavischen Sprache des XII. Jahrhunderts. — Sitzungsberichte der Kaiserlichen Akademie der Wissenschaften in Wien, Philosophisch-historische Classe, 138, 1898, Abh. 2; 140, 1899, Abh. 3
- Велчева, Б. Добромирово евангелие: български паметник от началото на XII в. София, 1975.
- Велчева, Б. Новооткритата част на Добромировото евангелие в Синайския манастир «Св. Екатерина». — Годишник на Софийския университет, 82, 1988, 125—137
- Угринова-Скаловска, Р. и др. Добромирово евангелие: кирилски споменик од XII век. Т.2. Скопjе, 1992